# Otto Steengrafe

Otto Steengrafe als Bubenreuther, 1899

Otto Ludwig Steengrafe (* 1. Juli 1877 in Bremen; † 3. Januar 1948 in Bremen) war ein deutscher Jurist sowie Politiker und Mitglied der Bremischen Bürgerschaft (DVP, Bremische Arbeitsgemeinschaft).

## Biografie
Steengrafe war der Sohn eines Kapitäns und Inspektors der Bremer Versicherungsgesellschaft. Er studierte  nach dem Besuch des Gymnasiums in Bremen Medizin und dann Rechtswissenschaften in Erlangen und Göttingen. Während seines Studiums in Erlangen wurde er 1896 Mitglied der Burschenschaft der Bubenreuther. Nach seinen Examen 1900 und 1904 sowie seiner Promotion zum Dr. iur. war er von 1904 bis 1906 in Bremen als Rechtsanwalt tätig, bevor er 1906 Richter am Amtsgericht Bremen wurde. 1912 wurde er Beisitzer am Landgericht Bremen. Am Ersten Weltkrieg nahm er von 1916 bis 1918 als Kriegsgerichtsrat im Feld teil. 
Von 1920 bis 1930 gehörte er der Bremischen Bürgerschaft an, zuerst für die Deutsche Volkspartei, dann ab 1927 für die Bremische Arbeitsgemeinschaft. Er war Mitglied des Bremischen Kirchentages.
Er wurde 1924 Landgerichtsdirektor und ab 1925  Präsident des Verwaltungsgerichts der Freien Hansestadt Bremen. Ab 1927 führte er den Vorsitz am Landesarbeitsgericht Bremen. Im Zweiten Weltkrieg war er von 1939 bis 1945 als Heeresrichter eingesetzt. 1945 für kurze Zeit entlassen, erhielt er 1946 seine Wiederzulassung.